# 余志 (正德進士)
余志（1473年—？年），字惟學，湖广蕲州人，武驤左衛軍籍。明朝政治人物。

## 生平
治《書經》，由國子生中式丁卯科順天府鄉試第一百二十五名舉人，年三十六歲中式正德三年（1508年）戊辰科會試第一百名，第二甲第一百名進士。授主事，升郎中。正德十二年任宁国府知府。

## 家族
曾祖余友。祖余旺。父余勝。母馮氏。具庆下，兄惠。